# Terrace (Canada)
Terrace è una municipalità del Canada situata nella parte centrale della Columbia Britannica.